# Tortyrens återkomst
Tortyrens återkomst är en bok av filosofen, religionsvetaren och debattören Mattias Gardell. Boken, utgiven 2008 på Leopard förlag, behandlar västvärldens tortyrhistoria, i synnerhet amerikansk tortyrhistoria, till och med de omtalande skräckexemplen från Guantánamo och Abu Ghurayb-fängelset. Gardell hävdar att västvärlden har använt sig av tortyr i stor skala för att få fram information från terrorister.

## Recensioner
- Mattias Gardell: Tortyrens återkomst Recension i GP 16 september 2009
- Den liberala tortyrideologin Recension i Dagens bok.com
- Mattias Gardell / Tortyrens återkomst Recension i Expressen 26 september 2008